# Tipicki ezera
Tipicki ezera bułg. Типицки езера) – zespół jezior w paśmie górskim Piryn.
Znajdują się w cyrku Tipickim. Górne jezioro Tipickie znajduje się około 550 metrów na północny wschód od zespołu szczytów Tipicite. Położone na wysokości 2445 m. Ma powierzchnię 17,7 arów i objętość 21 800 m³; maksymalna głębokość to 2,2 m. Dolne jezioro Tipickie znajduje się około 925 metrów od zespołu szczytów Tipicite. Leży na wysokości 2325 m. Ma powierzchnię 15,9 arów i objętość 62 500 m³' maksymalna głębokość to 8,6 m. Jest także trzecie małe jezioro. Te 2 największe jeziora nie są ze sobą połączone. Przepływają przez nich różne potoki. Potoki tych jezior łączą się nieco niżej tworząc Tipicką wodę, będący lewym dopływem Walawicy. Ponadto w dolnym jeziorze Tipickim znajdują się pstrągi.